# Military Bowl
Le Military Bowl est un match de football américain de niveau universitaire se déroulant chaque année depuis 2008. 
Il oppose généralement une équipe de l'Atlantic Coast Conférence (ACC) et une équipe de la Conférence USA (C-USA) ou une des académies militaire (Navy ou Army). 
De 2014 à 2019, il opposera une équipe éligible de l'American Athletic Conference (AAC) à une équipe de la ACC.
Pour être "éligible", il faut qu'au cours de la saison écoulée, une équipe comptabilise plus de victoire que de défaite ou à tout le moins autant de victoire que de défaite.  
La dotation du match en 2019 est de 2 066 990 US$ par équipe.

## Historique
Officiellement dénommé Military Bowl presented by Northrop Grumman, il était précédemment connu sous le nom EagleBank Bowl
Tout d'abord joué à Robert F. Kennedy Memorial Stadium  à Washington, le match était en effet parrainé à l'origine par une institution financière de Washington : «  EagleBank ». 
En 2010, un des principaux entrepreneurs de défense du monde, « Northrop Grumman » en devient le sponsor. Le match est alors rebaptisé le Military Bowl. 
Depuis 2013, le match est déplacé au  Navy–Marine Corps Memorial Stadium à Annapolis dans le Maryland.
Après l'édition 2020 annulée à la suite de la Pandémie de Covid-19 aux États-Unis et sponsorisée par la société Perspecta Inc. (en) (Military Bowl presented by Perspecta), le sponsoring est repris en 2021 par la société Peraton (en) rebaptisant officiellement le match Military Bowl presented by Peraton. Cette édition est cependant annulée la veille du match, l'équipe de Boston College devant déclarer forfait à la suite de plusieurs cas de Covid-19 détectés en son sein.

## Ancien Logo

Eagle Bank (2008-2009)
Northrop Grumman 2010-2020

## Palmarès
| Dates            | Vainqueurs | Scores | Finalistes | Notes |
| ---------------- | --- | --- | --- | --- |
| 20 décembre 2008 | Demon Deacons de Wake Forest (8-5)                                                                                  | 29 - 19 | Midshipmen de la Navy (8-5)                                                                                         | Note |
| 29 décembre 2009 | Bruins de l'UCLA (7-6)                                                                                              | 30 - 21 | Owls de Temple (9-4)                                                                                                | Note |
| 30 décembre 2010 | Terrapins du Maryland (9-4)                                                                                         | 51 - 20 | Pirates d'East Carolina (6-7)                                                                                       | Note |
| 30 décembre 2011 | Rockets de Toledo (9-4)                                                                                             | 42 - 41 | Falcons de l'Air Force (7-6)                                                                                        | Note |
| 29 décembre 2012 | Spartans de San Jose State (11-2)                                                                                   | 29 - 20 | Falcons de Bowling Green (8-5)                                                                                      | Note |
| 27 décembre 2013 | Thundering Herd de Marshall (9-4)                                                                                   | 31 - 20 | Terrapins du Maryland (7-5)                                                                                         | Note |
| 27 décembre 2014 | Hokies de Virginia Tech (6-6)                                                                                       | 33 - 17 | Bearcats de Cincinnati (9-3)                                                                                        | Note |
| 28 décembre 2015 | Midshipmen de la Navy (11-2)                                                                                        | 48 - 28 | Panthers de Pittsburgh (8-5)                                                                                        | Note |
| 27 décembre 2016 | Demon Deacons de Wake Forest (6–6)                                                                                  | 34 - 26 | #24 Owls de Temple (10–3)                                                                                           | Note |
| 27 décembre 2017 | Midshipmen de la Navy (6-6)                                                                                         | 49 - 07 | Cavaliers de la Virginie (6–6)                                                                                      | Note |
| 31 décembre 2018 | Bearcats de Cincinnati (10-2)                                                                                       | 35 - 31 | Hokies de Virginia Tech (6-6)                                                                                       | Note |
| 31 décembre 2019 | Tar Heels de la Caroline du Nord (6-6)                                                                              | 55 - 13 | Owls de Temple (8-4)                                                                                                | Note |
| 28 décembre 2020 | Bowl annulé à la suite de la pandémie de Covid-19 (manque d'équipes disponibles),                                   | Bowl annulé à la suite de la pandémie de Covid-19 (manque d'équipes disponibles),                                   | Bowl annulé à la suite de la pandémie de Covid-19 (manque d'équipes disponibles),                                   | |
| 27 décembre 2021 | Match Eagles de Boston College (6-6) vs Pirates d'East Carolina (7-5), annulé à la suite de la pandémie de Covid-19 | Match Eagles de Boston College (6-6) vs Pirates d'East Carolina (7-5), annulé à la suite de la pandémie de Covid-19 | Match Eagles de Boston College (6-6) vs Pirates d'East Carolina (7-5), annulé à la suite de la pandémie de Covid-19 | Match Eagles de Boston College (6-6) vs Pirates d'East Carolina (7-5), annulé à la suite de la pandémie de Covid-19 |
| 28 décembre 2022 | Blue Devils de Duke (8-4)                                                                                           | 30 - 13 | Knights de l'UCF (9-4)                                                                                              | Note |
| 27 décembre 2023 | Hokies de Virginia Tech (6-6)                                                                                       | 41 - 20 | Green Wave de Tulane (11-2)                                                                                         | Note |

## Meilleurs Joueurs (MVPs)
M.à.j. le 28 décembre 2023
| Dates            | MVPs                   | Équipes        | Postes |
| ---------------- | ---------------------- | -------------- | ------ |
| 20 décembre 2008 | Riley Skinner (en)     | Wake Forest    | QB     |
| 29 décembre 2009 | Akeem Ayers (en)       | UCLA           | LB     |
| 29 décembre 2010 | Da'Rel Scott (en)      | Maryland       | RB     |
| 28 décembre 2011 | Bernard Reedy (en)     | Toledo         | WR     |
| 27 décembre 2012 | David Fales (en)       | San Jose State | QB     |
| 27 décembre 2013 | Rakeem Cato (en)       | Marshall       | QB     |
| 27 décembre 2014 | J.C. Coleman           | Virginia Tech  | RB     |
| 28 décembre 2015 | Keenan Reynolds (en)   | Navy           | QB     |
| 27 décembre 2016 | Thomas Brown           | Wake Forest    | LB     |
| 27 décembre 2017 | Zach Abey (en)         | Navy           | QB     |
| 31 décembre 2018 | Michael Warren II (en) | Cincinnati     | RB     |
| 27 décembre 2019 | Sam Howell (en)        | North Carolina | QB     |
| 28 décembre 2022 | Riley Leonard          | Duke           | QB     |
| 27 décembre 2023 | Kyron Drones           | Virginia Tech  | QB     |

## Participations par Équipes
M.à.j. le 28 décembre 2023
| Rang | Équipes              | Matchs joués | G-P |
| ---- | -------------------- | ------------ | --- |
| 1    | Navy                 | 3            | 2–1 |
| 1    | Virginia Tech        | 3            | 2–1 |
| 3    | Cincinnati           | 2            | 1–1 |
| 3    | Maryland             | 2            | 1–1 |
| 5    | Duke                 | 1            | 1–0 |
| 5    | Marshall             | 1            | 1–0 |
| 5    | North Carolina       | 1            | 1–0 |
| 5    | San Jose State       | 1            | 1–0 |
| 5    | Toledo               | 1            | 1–0 |
| 5    | UCLA                 | 1            | 1–0 |
| 5    | Wake Forest          | 1            | 1–0 |
| 12   | Air Force            | 1            | 0–1 |
| 12   | Bowling Green        | 1            | 0–1 |
| 12   | East Carolina        | 1            | 0–1 |
| 12   | Pittsburgh           | 1            | 0–1 |
| 12   | Green Wave de Tulane | 1            | 0–1 |
| 12   | UCF                  | 1            | 0–1 |
| 12   | Virginia             | 1            | 0–1 |
| 17   | Temple               | 2            | 0–2 |

## Participations par Conférences
M.à.j. le 28 décembre 2023
| Conférences   | Gagnés | Perdus | Pourcentages |
| ------------- | ------ | ------ | ------------ |
| Pac-10        | 1      | 0      | 100          |
| WAC           | 1      | 0      | 100          |
| ACC           | 6      | 4      | 60,0         |
| AAC           | 3      | 4      | 42,8         |
| C-USA         | 1      | 1      | 50,0         |
| MAC           | 1      | 2      | 33,3         |
| Independents  | 0      | 1      | 0,0          |
| Mountain West | 0      | 1      | 0,0          |